# 李作鹏
李作鹏（1914年4月24日—2009年1月3日），江西吉安市青原区人，原中国人民解放军高级将领。原中国共产党、中华人民共和国政治人物，原副国级领导人。1955年被授予中国人民解放军中将军衔。
1962年调任中国人民将解放军海军第一副司令员、并兼任海军党委第一副书记（时任海军司令员为萧劲光）。而后于文化大革命时期担任中国人民解放军总参谋部副总参谋长兼海军第一政治委员，同时兼任海军党委第一书记。并在1969年中国共产党第九次全国代表大会上当选为中央政治局委员，从此进入中央。
1971年，九一三事件后，被中共中央暂停党内外一切职务并接受隔离审查。
1973年，因参与“林彪反革命集团”被开除党籍、撤销党内外一切职务。后被中华人民共和国最高人民法院特别法庭确认其为林彪反革命集团案的主犯，判处有期徒刑17年，剥夺政治权利5年。2009年1月3日在北京逝世，嵩壽95歲。

## 生平

### 红军时期
1914年生於江西吉安的一個農民家庭。读过三年小学。1930年8月加入中國工農紅軍，一直在红军总部机关工作，曾在红一方面军司令部任传令兵，1年后任朱德警卫班战士。1931年加入共青团，1932年转入中共。1932年秋被调到情报科任特务员。1933年成立二局时，情报科调入二局，任参谋、第2科科长。1934年跟随中央红军参加长征。

### 抗战时期
1937年8月入抗日軍政大學学习并任參謀訓練隊的隊長。抗大校長林彪此时已经就任八路军一一五师师长去前线。1938年李作鹏调八路军115师司令部工作，此时林彪因为被阎军枪击回到延安治疗。
1938年11月15日，聊城沦陷，范筑先将军殉国，山东地区日军猖狂。1938年12月李作鹏任115师司令部侦察科科长。1939年1月李作鹏随罗荣桓、陈光率领的115师师部以及686团主力挺进山东。1939年8月，在梁山战役中，李作鹏奉命率师部直属部队掩护师部转移，遭遇日军施放毒气，李作鹏眼前一片模糊，泪流不止。战役结束后，右眼失明，经罗荣桓批准，化装成商人独自进入北平进行角膜移植手术，由于手术失败，右眼彻底失明。
1943年3月任山东军区参谋处处长。

### 国共内战时期
抗战胜利后，李作鵬跟随罗荣桓赴东北。1945年11月14日到达沈阳的第二天，罗荣恒带李作鹏去见林彪，向林彪详细介绍了李作鹏的情况：“对参谋工作熟悉，对山东部队情况比较熟悉，指挥作战也非常果断……是我从山东带来的指挥机关中的主要工作人员。”汇报结束后，林彪当即要求李作鹏着手组建东北人民自治军总部的指挥机构。李作鹏只用了3天时间，就完成了指挥机构的组建工作，林彪对此满意。李作鹏出任总部参谋处长，协助参谋长刘亚楼工作。1946年夏季，第二次四平战役（二战四平，即东北民主联军四平保卫战）结束后，东北民主联军放弃四平，东北民主联军总部参谋处下属的科长王继芳投奔国民党，把兵力部署、兵力统计、四平撤退计划及路线等机密文件全部交出。东总司令部退至吉林舒兰，李作鹏与情报处长苏静、管理处长何敬之等酗酒大醉，遭到林彪训斥。李作鹏在回忆录中，认为这件事让他“刻骨铭心、悔恨万分、终生难忘”，使他“今后在工作中不敢再有丝毫懈怠”。1946年6月林彪将李作鹏调出总部，出任第一纵队副司令员兼参谋长，开始了指挥野战部队作战的历史。后李作鹏又出任第六纵队副司令员兼十六师师长，后升任司令员。
1947年5月-6月，李作鹏指挥第六纵队出击拉法、吉林之线，横扫江密峰、乌拉街、老爷岭等国军据点，西渡松花江，于双阳镇以东地区全歼国军暂编第二十一师，肃清了吉林、长春以南，四平街以东广大地区，为第四次四平战役打下良好基础。是役后，李作鹏于缴获物资中挑选一副国军高级军官使用过的墨镜，以遮挡保护右眼，自此李作鹏形成长期佩戴墨镜的习惯。

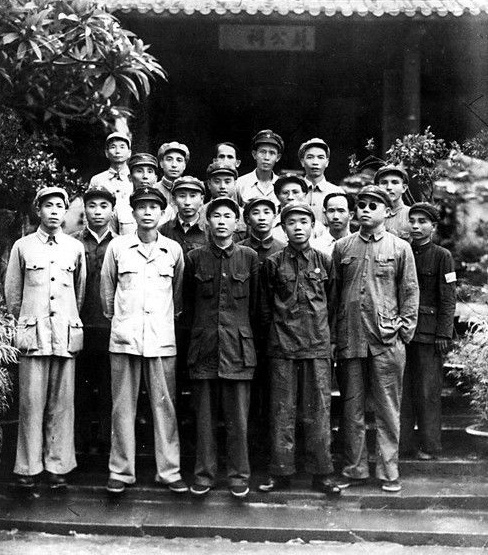
1950年5月10日，参与海南岛战役的解放军将领于琼山苏公祠留影。前排右起：李作鹏、韩先楚、邓华、冯白驹。二排左起：李伯秋、解方、张池明。第三排左二袁升平。

1948年，东北民主联军改称东北人民解放军，李作鹏率部参加第四次四平戰役，攻克四平，取得大捷。1948年，李作鹏麾下第六纵队第十七师攻克锦州，取得錦州戰役的關鍵勝利。随后李作鹏率第六纵队为主力，与其他部队一起配合，全歼国军廖耀湘兵团，为辽沈战役的胜利和奪下整個东北立下汗马功劳。
1949年，东北人民解放军改称中国人民解放军第四野战军，第六纵队改为第四十三军，隶属十五兵团，李作鹏任副军长，军长由兵团副司令员洪学智兼任，不久洪学智不再兼职，李作鹏任军长并兼任一二七师师长。4月南下到達長江以北的襄陽、孝感一線。渡江戰役之後，李作鵬率軍南下狙擊白崇禧的軍隊，参加宜沙战役、湘赣战役，逼近长沙，迫使陈明仁率部在长沙起义。又参加衡宝战役、广东战役，攻占了广东大部。
1949年11月，李作鹏率43军直插雷州半岛，准备渡海作战。李作鹏与韩先楚于1950年4月提出强行渡海的作战计划。4月17日，李作鹏率43军、韩先楚率40军强行渡海，登陆海南岛，取得海南岛战役的胜利。李作鹏视海南岛战役为其军事生涯中最得意的一笔。

### 建国后至文革前夕
海南岛战役结束后，李作鹏即升任至兵团，任十五兵团参谋长，不久任中南军区军政大学副校长，转而从事军校教育。1951年6月担任第四高级步兵学校校长，1952年12月任第一高级步兵学校校长。
1955年，李作鹏被派往南京军事学院战役系深造学习，期间被授予中将军衔，并获二级八一勋章、一级独立自由勋章、一级解放勋章。毕业后，1957年10月任中国人民解放军训练总监部陆军训练部部长。解放军总部体制调整后，改任总参谋部军训部部长。1962年6月10日任海军常务副司令员。1962年7月兼任海军党委第一副书记。1962年12月5日至1963年1月17日，师以上单位的政治主官列席的海军党委扩大会议通过了《关于坚决贯彻执行林彪同志三条指示，加强海军政治思想工作的决议》。1963年5月2日，毛泽东在军委的报告上作了批示：“希望海军各级党委同志们团结起来，以大局为重，焕发精神，努力工作，发扬成绩，纠正缺点错误，同其他军种一样，把海军工作做好。有错误并不要紧，只要改正就好了。”这就是毛泽东的“五二批示”。1963年改军衔为海军中将，出任海軍副政委。
1966年5月27日，海军党委召开第三届三次会议（简称海军“三三”会议）。8月25日，历时3个多月的海军“三三”会议结束。

### 文化大革命期间
文革初期，李作鵬受到衝擊，不過在林彪的強勢干涉下逃過被打倒的命運。1967年6月9日出任海军第一政治委员。1967年9月进入中央军委办事组。1968年9月29日，任解放軍副總參謀長兼海軍第一政委。1968年11月7日，海军党委三届四次扩大会议在北京召开，会议通过了《关于海军三届二次全会以来几个重要问题的决定》。九大中，李作鵬成功晉身中央政治局委员、军委委员。1969年3月9日由海军党委第三书记改为海军党委第一书记，全揽海军大权。与海军司令员萧劲光不和。1969年8月7日，中央军委批复海军第四届党委常委组成，李作鹏任第一书记，萧劲光任第二书记，王宏坤任第三书记。
李作鹏成為政治局中林彪派系的重要一員，成為「林彪五虎將——黃、吳、葉、李、邱」之一，登上個人事業的頂峰。
据中共官方称李作鹏在海军期间，对苏振华、刘道生、杜义德等海军将领进行了诬陷和迫害，并间接导致了东海舰队司令员陶勇的死亡。不過隨著1970年的廬山會議上毛澤東和林彪的決裂，李作鵬很快被冷落，被毛澤東點名批評並將自己和林彪的矛盾的實質層次不斷提升。1971年中，毛澤東南巡要求軍隊各部的效忠表態，與林彪公開攤牌。其中機密的內容被李作鵬透露給林彪。
之後發生九一三事件，中共官方宣稱林彪奪權未遂後駕機外逃並在蒙古溫都爾汗機毀人亡。李作鵬因传达周恩来指示造成误解而在林彪出走之后被指责为同党。9月24日被监禁。1973年8月，中共中央决定：开除李作鹏的党籍，撤销其党内外一切职务。

### 晚年
1980年，中华人民共和国最高人民法院特別法庭對包括李作鵬在內的十名「林彪江青反革命集團」成員進行公審，李作鵬被判處17年有期徒刑，剝奪政治權利5年。在秦城監獄服刑數年後保外就醫，被安置在太原，度過了他的晚年。
李作鹏安置太原后，化名李明，摘下长期佩戴已经在公众中形成固定形象的墨镜，长期练习书法并关注海军建设。1999年3月，因年高体弱，身边无子女照顾，李作鹏和夫人董其采从太原回到北京居住。2005年，其夫人董其采逝世。
2007年10月，李作鹏在家中不慎摔倒，摔断了一根肋骨，在中日友好医院治病，期间进行体检，初步诊断为肝癌。2008年起进入安贞医院长期住院治疗，进入病危期。
2009年1月3日7时30分，肝癌转移为肺癌，呼吸衰竭，在北京逝世，享年95歲。

## 著作
- 著有回忆录《盖棺论英雄——我所认识的林彪》、《沙场回忆》及两部文革回忆录，由于出版商要求改书名而拒绝出版，至今尚未出版。
- 《李作鹏回忆录》香港北星出版社2011年出版，ISBN 9789628643868。

## 家庭
妻子：董其采。1939年，到冀鲁边游击区参加八路军；解放战争期间，担任四野机关卫生所所长。解放后，任武汉军区陆军161医院院长，后任武汉军区总医院副院长。2005年2月10日，因肝癌病逝。有三女两男五个孩子。
长女李大征，上海第二军医大学毕业、1979年李大征恢复了自由，此后她被安排到沈阳，继续当医生。后与丈夫下海经商，后来两人经商有成，成为富豪。
次女李幼征，进入总参谋部，1971年后被下放到农场劳动。1979年，李幼征离开农场，转业到地方工作。
小女李小征，北大毕业后，她进入海军政治部的新闻部门工作。1971年后被下放到农场劳动，直到上世纪七十年代末才恢复自由。
大儿子李冰天，海军专科学院毕业后成为海军舰艇的一名舵手，不久后又升任航海长。1971年后转业到一家玻璃厂，成为一名普通的工人。1979年，李冰天进入交通出版社，主要从事文字方面的工作。
小儿子李炎天。因为父亲事件的影响，李炎天被迫中断了自己的学业，被下放到农场劳动，直到上世纪七十年代末期，李炎天的境遇才有所改善，